# Stosswihr
Stosswihr település Franciaországban, Haut-Rhin megyében. Lakosainak száma 1328 fő (2022. január 1.). Stosswihr Munster, Luttenbach-près-Munster, Le Valtin, Xonrupt-Longemer, Breitenbach-Haut-Rhin, Hohrod, Metzeral, Muhlbach-sur-Munster, Soultzeren és La Bresse községekkel határos.

## Népesség
A település népessége az elmúlt években az alábbi módon változott:
| Lakosok száma | 1341 | 1344 | 1384 | 1352 | 1356 | 1349 | 1341 | 1333 | 1328 |
|               | 2013 | 2015 | 2016 | 2017 | 2018 | 2019 | 2020 | 2021 | 2022 |